# Soklábúak
A soklábúak (Myriapoda) az ízeltlábúak törzsének egyik altörzse mintegy 3000 leírt fajjal. Sok szempontból hasonlítanak a rovarokra, valószínűleg közeli rokonok. Állkapcsos ízeltlábúak, tehát mindkét csoport szájszerve az ősi rágó típusra vezethető vissza.
A rovarokra és soklábúakra is jellemző az egyágú (nem hasadt) ízelt láb és az egy pár csáp. Belső szerveik is hasonlóak: légcsövekkel (trachea) lélegeznek és kiválasztásuk Malpighi-edényekkel történik. Módosult párzólábakkal is rendelkeznek.
Egészen a Szilur korból maradtak fent Myriapoda fosszíliák. A legősibb ezerlábú fosszíliák a Kampecaris obanensis és Archidesmus sp., melyek a késői Szilur korszakból származnak (425 millió évvel ezelőtt). Egy másik korai ezerlábú faj, Pneumodesmus newmani, a korai Devon időszakból (414 millió évvel ezelőtt) az első lélegző szárazföldi állatok egyike. A soklábúak filogenetikai rendszertana mai napig vitatott. 

## Megjelenésük, felépítésük
Megnyúlt testű, elsődlegesen szárazföldi állatok. Törzsük szelvényeinek száma 11 és 350 között változhat. Legtöbb esetben egyszerű szemük van. Ezek közül kivételt képeznek az ezerlábúakhoz tartozó karimás ikerszelvényesek-alakúak (Polydesmida rend) és a százlábúakhoz tartozó rinyaalakúak (Geophilomropha rend) tagja, melyek nem rendelkeznek szemekkel.
Minden más ízeltlábútól különböznek abban, hogy testük fejre és törzsre tagolódik, az ikerszelvényesek kivételével szelvényenként egy lábpárral. Ez a különbözőség azonban csak látszólagos, valójában a többi ízeltlábú fejszelvénye és potrohszelvénye anatómiailag megegyezik a soklábúakéval, azonban utóbbiak lábakat hordozó torszelvénye megsokszorozódott. Evolúciós értelemben hasonló folyamattal alakult ki, mint a kígyók hosszú gerince és sok bordája.
Jellemző szájszervük rágó típusú. Fejükön egy pár, legalább 4 ízből álló csáp nő. Kutikulájuk nem annyira vízálló, mint a rovaroké. Mivel nem képesek bezárni a légzőnyílásaikat, főként nyirkos élőhelyeken — talajban, avarban — élnek, és éjszaka aktívak.

## Életmódja
A soklábúak inkább nyirkosabb erdőkben találhatók, ahol fontos szerepük van az elhalt növényi részek lebontásában, azonban vannak olyan fajok, amelyek megtalálhatók füves pusztákon, félsivatagos, sivatagos területeken.
Nagy részük korhadékevő, kivéve a százlábúakat, melyek főleg éjszakai ragadozók. Egyes fajok képesek fényt kibocsájtani, így biolumineszcensek, például a Orphnaeus brevilabiatus faj.
Általánosságban emberre veszélytelen állatok, de sok ezerlábú termel mérgező váladékot (gyakran benzokinonokat tartalmaz), mely ritkán átmeneti hólyagosodást és elszíneződést okozhat a bőrön. A nagyobb testű százlábúak csípése viszont igen fájdalmas, de halálesetek így sem gyakoriak.

## Rendszertani felosztásuk
- százlábúak (Chilopoda) - Gyors mozgású ragadozók, minden törzsszelvényhez egy-egy pár láb csatlakozik.
- ikerszelvényesek (Diplopoda) - Szárazföldi életmódúak, algákkal, gombákkal és korhadékkal táplálkoznak, a talajon, vagy az avarban élnek. Törzsszelvényeik kettesével összenőttek, minden szelvényhez egy pár láb csatlakozik.
- villáscsápúak (Pauropoda) - Az ikerszelvényesek közeli rokonai. Talajban és avarban élnek, főként gombákkal táplálkoznak. Szemük nincs, kilenc pár lábbal rendelkeznek.
- szövőcsévések (Symphyla) - A százlábúak közeli rokonai. Lágy kutikulájú, vagy avarban élő soklábúak. Hosszú csápjuk és 12 pár lábuk van. Szárazföldi, alga-, gomba- és korhadékfogyasztók.
- †Arthropleuridea - A szilur és perm földtörténeti korokban élt soklábú.

A szövőcsévések és a villáscsápúak apró, avarban és korhadó fában élő lények, amik többnyire csak talajmintákban kerülnek a szem elé. Hasonló helyeken élnek a rákok közé tartozó ászkák (Isopoda).